# لارس غونار لاي
لارس غونار لاي هو سياسي نرويجي، ولد في 18 سبتمبر 1938 في Fjell ‏ في النرويج. نشط حزبياً في الحزب الديمقراطي المسيحي.

## مناصب
- انتخب عضو برلمان النرويج  [لغات أخرى]‏ عن دائرة Sogn og Fjordane (Storting constituency) [الإنجليزية]‏ وقد انضم خلال فترته النيابية ‏ (1 أكتوبر 1997 – 30 سبتمبر 2001) للكتلة البرلمانية الحزب الديمقراطي المسيحي.
- انتخب عضو برلمان النرويج  [لغات أخرى]‏ عن دائرة Sogn og Fjordane (Storting constituency) [الإنجليزية]‏ وقد انضم خلال فترته النيابية ‏ (1 أكتوبر 1993 – 30 سبتمبر 1997) للكتلة البرلمانية الحزب الديمقراطي المسيحي.
- انتخب عضو برلمان النرويج  [لغات أخرى]‏ عن دائرة Sogn og Fjordane (Storting constituency) [الإنجليزية]‏ وقد انضم خلال فترته النيابية ‏ (1 أكتوبر 1989 – 30 سبتمبر 1993) للكتلة البرلمانية الحزب الديمقراطي المسيحي.
- انتخب نائب عن الجمعية البرلمانية لمجلس أوروبا  [لغات أخرى]‏ لترشحه ضمن قائمة النرويج، (24 يناير 1994 – 7 نوفمبر 1997).
- انتخب Minister of Transport of Norway [الإنجليزية]‏ (16 أكتوبر 1989 – 3 نوفمبر 1990).
- انتخب عضو برلمان النرويج  [لغات أخرى]‏ عن دائرة Sogn og Fjordane (Storting constituency) [الإنجليزية]‏ وقد انضم خلال فترته النيابية ‏ (1 أكتوبر 1985 – 30 سبتمبر 1989) للكتلة البرلمانية الحزب الديمقراطي المسيحي.